# HMS Danae (D44)
HMS «Данае» (D44) (англ. HMS Danae (D44) — військовий корабель, головний в серії легких крейсерів типу «Данае» Королівського військово-морського флоту Великої Британії.
HMS «Даная» (D44) був закладений 1 грудня 1916 на верфі Armstrong Whitworth, Ньюкасл (Велика Британія) і спущений на воду 26 січня 1918. До складу Королівського ВМС крейсер увійшов 22 липня 1918.

Артилерійська підтримка кораблями союзників висадки морського десанту на узбережжя Нормандії. Позиція легкого крейсера «Даная» в ході висадки десанту — на лівому фланзі навпроти плацдарму «Сорд». Операція «Нептун». 6 червня 1944.